# Marthe Bracquemond
Pour les articles homonymes, voir Bracquemond.
Marthe Bracquemond, née le 9 avril 1898 à Paris et morte le 3 septembre 1973 à Moutiers-au-Perche, est une organiste et compositrice française.

## Biographie
Fille du dessinateur Pierre Bracquemond et d'Aline Barbedette (1873-1958), elle est l'élève de Widor, Vierne, Büsser et Dupré. Elle tient l'orgue de l'église protestante unie de Paris Passy-Annonciation de 1937 à 1962, à deux pas de son hôtel particulier (hérité de son père, et aujourd'hui détruit) au 1, rue Louis-David.
Elle donne de nombreux concerts, dans lesquels elle mêle musique contemporaine et musique ancienne (à l'époque en cours de redécouverte). Elle se produit salle Pleyel le 29 janvier 1932 pour « la première séance de chants et danses du folklore », sous la patronage de la Fédération régionaliste française.
Dans la presse, son nom peut être orthographié Bracquemont, et combiné avec celui de ses maris : Angot-Bracquemond ou Bracquemond-Henriod.
Elle a été photographiée par le studio G.-L.Manuel (Lucien et Gaston Manuel, fondé en 1900).

## Compositions
- Noël, 4 voix mixtes et orgue. Paris, Éditions musicales de la Schola cantorum et de la Procure générale de musique [1953]. In-fol, 2 p.[3]
- Trois pièces pour quatuor à cordes (accordées à un "M. Angot-Bracquemont" par certains journaux)
- Trois mélodies (Judith Gautier)
- Musiques de films[réf. nécessaire].

## Enregistrements
- Noëls Percherons (Manuscrit De Moutiers, 1608 ;  d'après la pochette du disque, une copie en existe au musée-bibliothèque de Saint-Calais), sous l'égide de « Échanges et rencontres au pays percheron », association fondée par Maurice Henriod et animée par le chanoine Jean Aubry.
- Chantres et musiciens de la Réforme, disque 33t (1959)[4]. Marthe Bracquemond y joue Variations sur un vieux Noël.